# Mortierella globalpina
Mortierella globalpina is een schimmel, die behoort tot de familie Mortierellaceae.

## Beschrijving
Mortierella globalpina-koloniën groeien langzaam. Het mycelium geeft een knoflookachtige geur af. De sporangioforen ontstaan aan de in de lucht voorkomende schimmeldraden en zijn niet vertakt. Aan de voet zijn ze vaak opgeblazen met een rizoïde. Ze zijn 45-70 µm lang. Sporangia bevatten altijd meerdere sporen en hebben een diameter van 8-15 µm. De gladde sporen zijn bolvormig met een diameter van 2,5-4,0 µm. Chlamydosporen zijn grotendeels afwezig.

## Biologische bestrijding
Mortierella globalpina kan ingezet worden bij de biologische bestrijding van aaltjes, omdat deze onder andere parasiteert op het maïswortelknobbelaaltje door de schimmeldraden vast te hechten aan de cuticula van het aaltje, deze te doorboren en vervolgens de cellulaire inhoud van het aaltje te verteren.